# 毛柄槭
毛柄槭（学名：Acer pubipetiolatum），为槭树科槭属下的一个植物种。